# Station Walcourt
Station Walcourt is een spoorwegstation langs spoorlijn 132 (Charleroi - Couvin) in de Belgische stad Walcourt. Het stationsgebouw stamt uit 1848 en werd gebouwd op de plek waar tot 1794 de abdijkerk van de Abdij van Onze-Lieve-Vrouw van Jardinet stond.
Vroeger vertrok hier eveneens spoorlijn 135 (Walcourt - Morialmé - Florennes) en spoorlijn 136 (Walcourt - Saint-Lambert - Florennes). De huidige spoorlijn 132 volgt sinds 1970 vanaf Walcourt richting Mariembourg voor een deel de route van de voormalige lijnen 135 en 136, vanwege de aanleg van een stuwmeer in de Eau d'Heure bij Cerfontaine.
Sinds 1 oktober 2015 zijn de loketten van dit station gesloten en is het een stopplaats geworden. Er is nog wel een medewerker van Infrabel aanwezig voor toezicht op het onbeveiligde stationsoverpad.

## Treindienst
| Serie       | Treinsoort               | Route                                                | Bijzonderheden              |
| ----------- | ------------------------ | ---------------------------------------------------- | --------------------------- |
| S 64        | S-trein Charleroi (NMBS) | Charleroi-Centraal – Walcourt – Couvin               | Rijdt in het weekend 1×/2u. |
| P 7710/8710 | Piekuurtrein (NMBS)      | Couvin – Mariembourg – Walcourt – Charleroi-Centraal | Rijdt alleen op werkdagen.  |

## Galerij

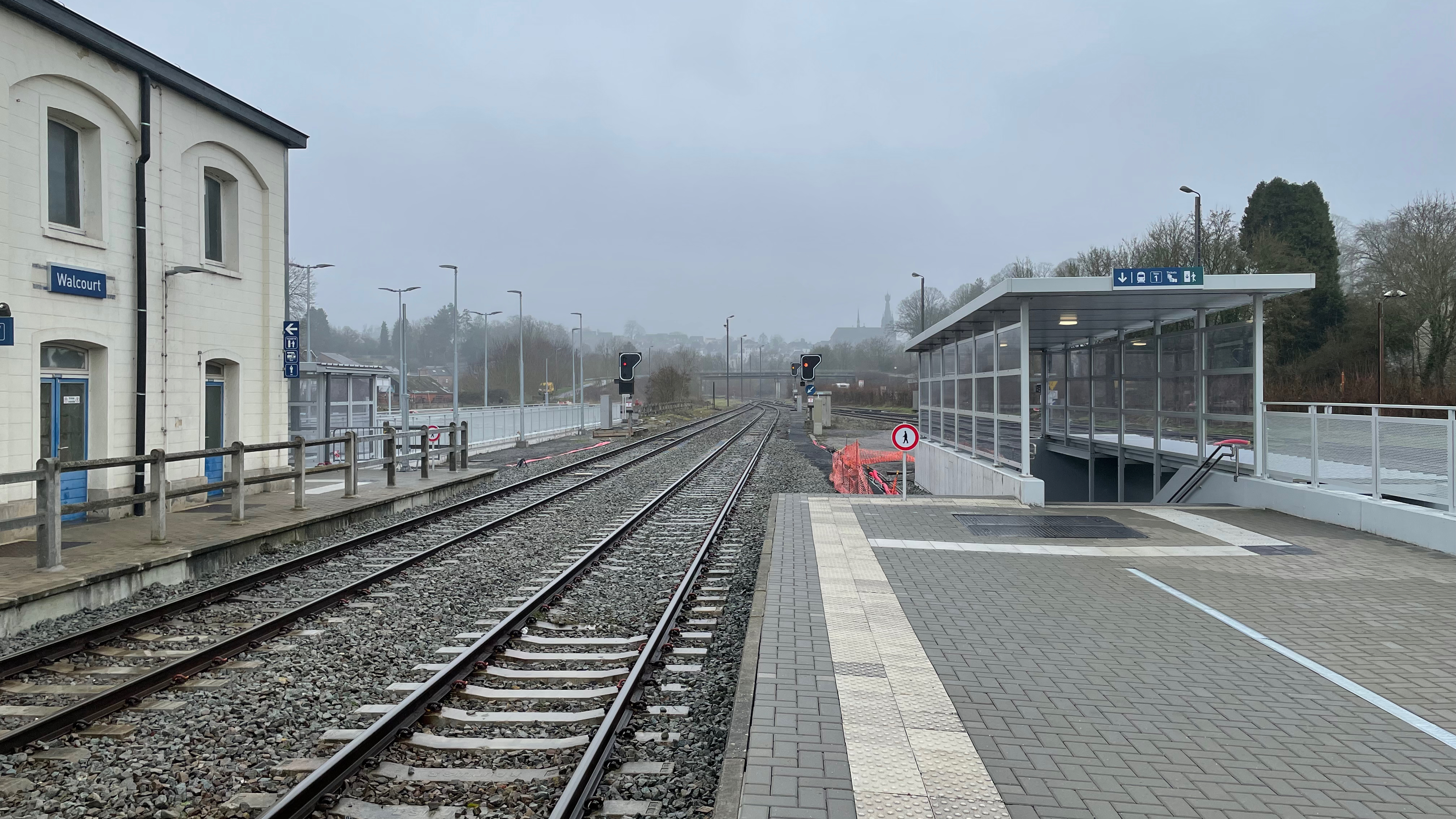
Zicht op de sporen
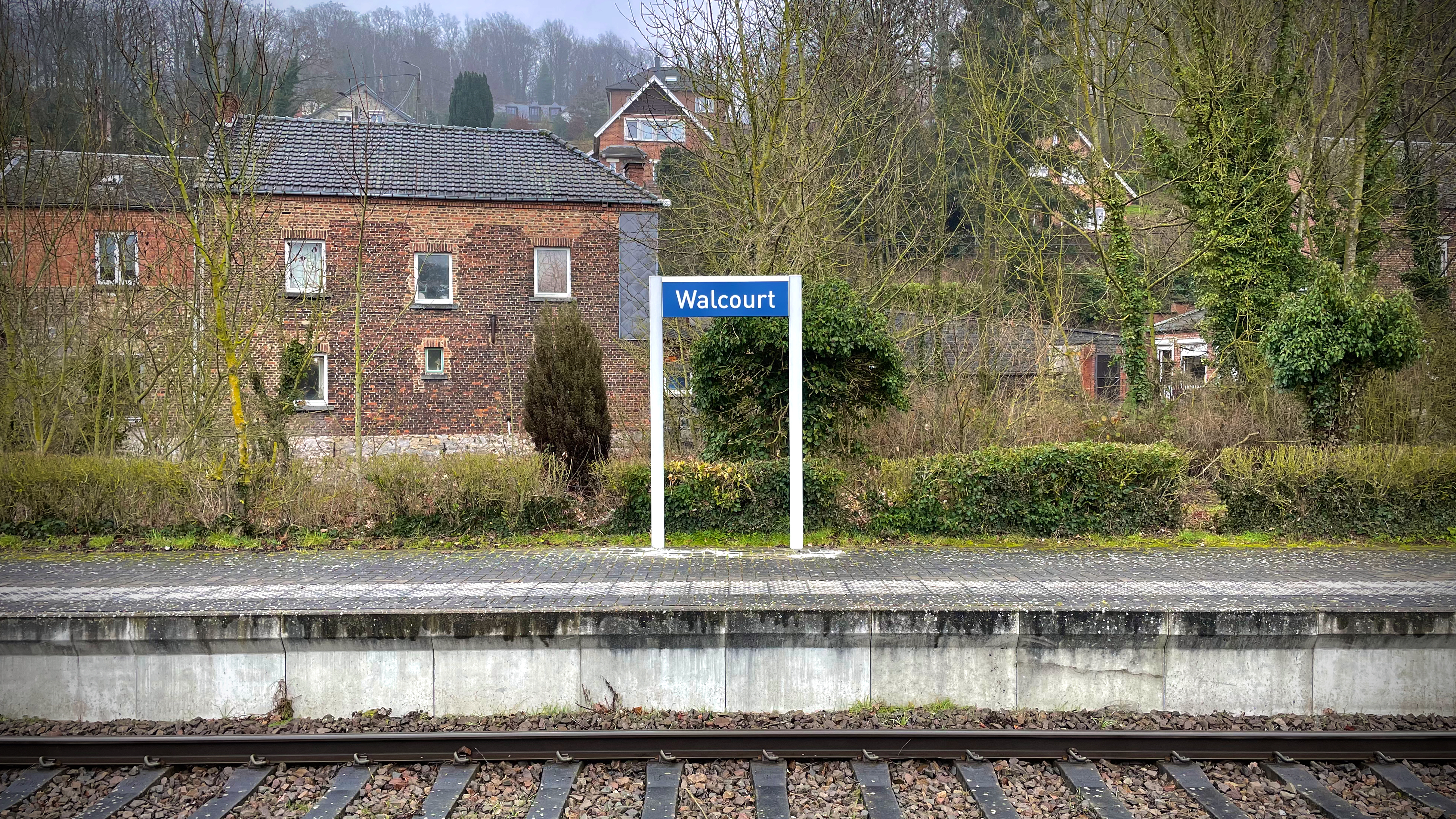
Plaatsnaambord
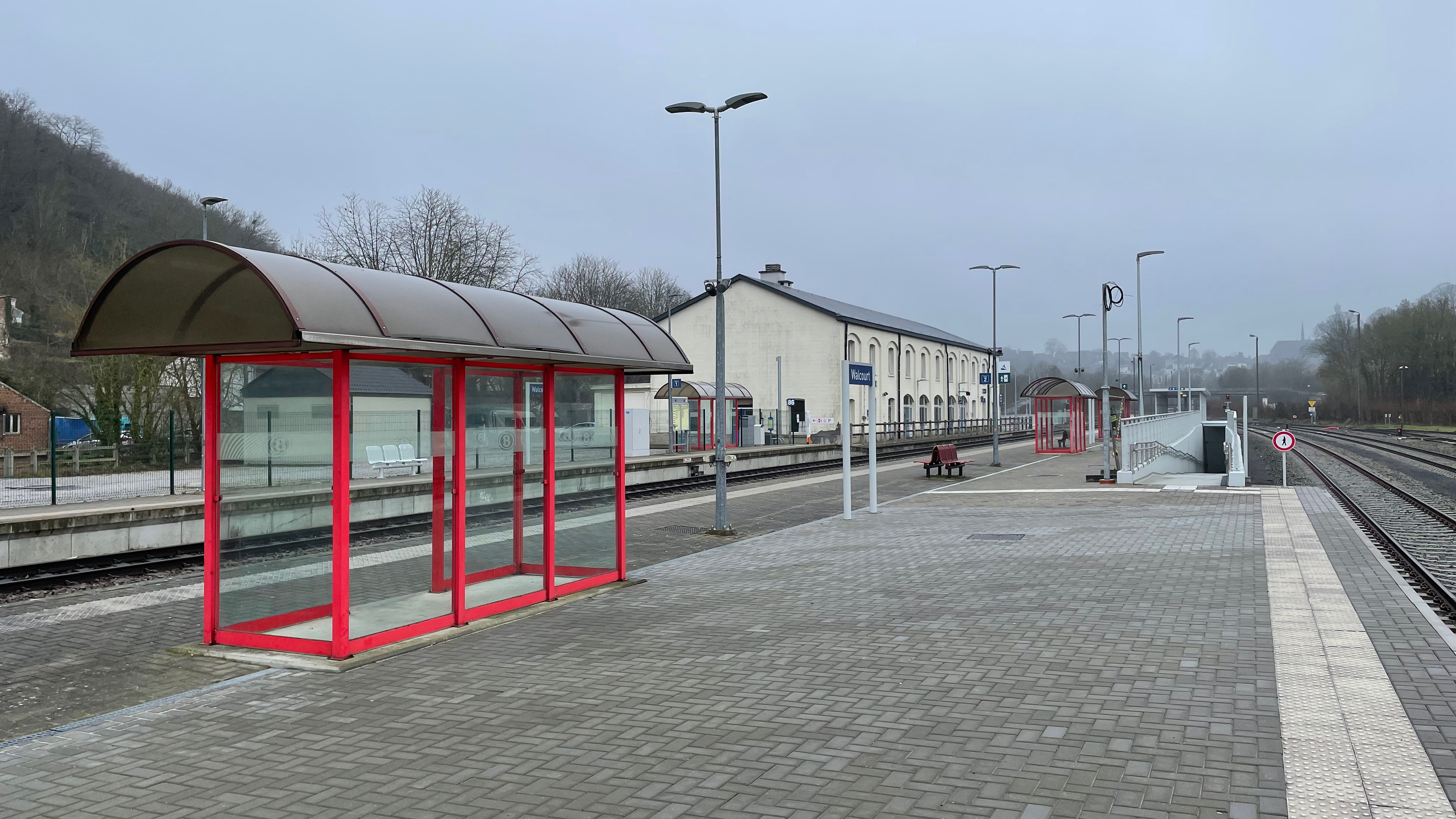
Zicht op het perron
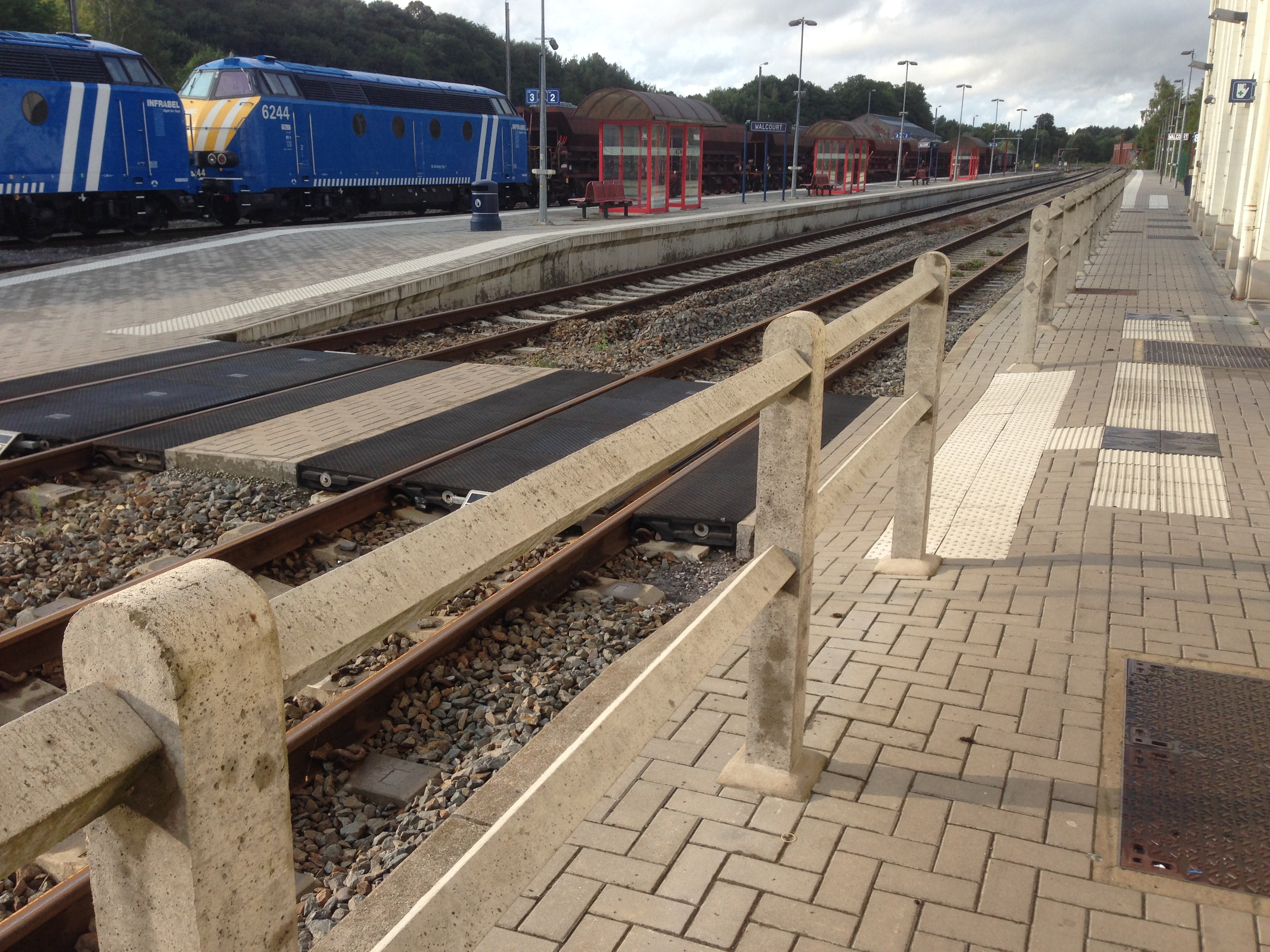
Voormalige overweg

## Reizigerstellingen
De grafiek en tabel geven het gemiddeld aantal instappende reizigers weer op een week-, zater- en zondag.
| Tabel: aantal instappende reizigers station Walcourt | Tabel: aantal instappende reizigers station Walcourt | Tabel: aantal instappende reizigers station Walcourt | Tabel: aantal instappende reizigers station Walcourt |
|                                                      | Weekdag                                              | Zaterdag                                             | Zondag                                               |
| ---------------------------------------------------- | ---------------------------------------------------- | ---------------------------------------------------- | ---------------------------------------------------- |
| 1977                                                 | 583                                                  | 185                                                  | 141                                                  |
| 1978                                                 | 590                                                  | 133                                                  | 116                                                  |
| 1979                                                 | 590                                                  | 161                                                  | 105                                                  |
| 1980                                                 | 590                                                  | 139                                                  | 121                                                  |
| 1981                                                 | 574                                                  | 149                                                  | 155                                                  |
| 1982                                                 | 547                                                  | 145                                                  | 102                                                  |
| 1983                                                 | 566                                                  | 130                                                  | 125                                                  |
| 1984                                                 | 552                                                  | 101                                                  | 90                                                   |
| 1985                                                 | 511                                                  | 96                                                   | 111                                                  |
| 1986                                                 | 532                                                  | 101                                                  | 83                                                   |
| 1987                                                 | 535                                                  | 130                                                  | 98                                                   |
| 1988                                                 | 499                                                  | 80                                                   | 101                                                  |
| 1989                                                 | 537                                                  | 129                                                  | 91                                                   |
| 1990                                                 | 361                                                  | 99                                                   | 74                                                   |
| 1991                                                 | 451                                                  | 92                                                   | 105                                                  |
| 1992                                                 | 430                                                  | 106                                                  | 107                                                  |
| 1993                                                 | 401                                                  | 100                                                  | 72                                                   |
| 1994                                                 | 377                                                  | 86                                                   | 88                                                   |
| 1995                                                 | 376                                                  | 74                                                   | 56                                                   |
| 1996                                                 | 353                                                  | 66                                                   | 73                                                   |
| 1997                                                 | 385                                                  | 84                                                   | 87                                                   |
| 1998                                                 | 374                                                  | 129                                                  | 170                                                  |
| 1999                                                 | 329                                                  | 66                                                   | 66                                                   |
| 2000                                                 | 332                                                  | 74                                                   | 54                                                   |
| 2001                                                 | 308                                                  | 64                                                   | 52                                                   |
| 2002                                                 | 325                                                  | 74                                                   | 54                                                   |
| 2003                                                 | 385                                                  | 72                                                   | 58                                                   |
| 2004                                                 | 379                                                  | 67                                                   | 44                                                   |
| 2005                                                 | 398                                                  | 106                                                  | 51                                                   |
| 2006                                                 | 388                                                  | 84                                                   | 54                                                   |
| 2007                                                 | 367                                                  | 68                                                   | 51                                                   |
| 2008                                                 | -                                                    | -                                                    | -                                                    |
| 2009                                                 | 378                                                  | 74                                                   | 77                                                   |
| 2010                                                 | -                                                    | -                                                    | -                                                    |
| 2011                                                 | -                                                    | -                                                    | -                                                    |
| 2012                                                 | 391                                                  | 66                                                   | 95                                                   |
| 2013                                                 | 432                                                  | 75                                                   | 88                                                   |
| 2014                                                 | 411                                                  | 101                                                  | 160                                                  |
| 2015                                                 | 361                                                  | 45                                                   | 90                                                   |
| 2016                                                 | 300                                                  | 74                                                   | 89                                                   |
| 2017                                                 | 312                                                  | 69                                                   | 111                                                  |
| 2018                                                 | 306                                                  | 72                                                   | 92                                                   |
| 2019                                                 | 282                                                  | 97                                                   | 111                                                  |
| 2020                                                 | 232                                                  | 61                                                   | 63                                                   |
| 2021                                                 | -                                                    | -                                                    | -                                                    |
| 2022                                                 | 190                                                  | 76                                                   | 96                                                   |
| 2023                                                 | 257                                                  | 144                                                  | 194                                                  |
| 2024                                                 | 231                                                  | 57                                                   | 89                                                   |

0,0: La Sambre ·
1,0: Mont-sur-Marchienne ·
2,8: Montigny ·
4,8: Bomerée ·
6,0: Jamioulx ·
9,4: Beignée ·
10,9: Ham-sur-Heure ·
13,3: Cour-sur-Heure ·
15,0: Berzée ·
18,1: Pry ·
18,8: Walcourt ·
Vogenée ·
Rossignol ·
26,6: Yves-Gomezée ·
Saint-Lambert ·
Jamagne ·
21,1: Gerlimpont ·
23,9: Silenrieux ·
28,5: Falemprise ·
31,0: Cerfontaine ·
32,9: Philippeville ·
Neuville-Noord ·
34,0: Senzeille ·
38,1: Neuville-Zuid ·
41,0: Roly ·
45,4/45,1: Mariembourg ·
47,9: Nismes ·
51,5: Olloy-sur-Viroin ·
54,1: Vierves ·
57,5: Treignes
0,0: Walcourt ·
2,6: Vogenée ·
3,8: Rossignol ·
5,6: Fairoul ·
7,2: Fraire ·
8,3: Fraire-Humide ·
9,7: Froidmont ·
12,2: Morialmé ·
14,3: Morialmé-Bifurcation ·
16,2: Pavillons ·